# Dendronephthya flava
Dendronephthya flava is een zachte koraalsoort uit de familie Nephtheidae. De koraalsoort komt uit het geslacht Dendronephthya. Dendronephthya flava werd in 1899 voor het eerst wetenschappelijk beschreven door May. 